# سليم جبران
سليم جبران كان القاضي العربي الإسرائيلي الوحيد في محكمة العدل العليا الإسرائيلية. وقد شغل منصب قاض في المحكمة العليا منذ عام 2003، وأصبح عضوًا دائمًا في مايو 2004. سليم جبران هو أول عربي يحصل على مقعد دائم في المحكمة العليا. وهو القاضي العربي الثاني الذي تم تعيينه في المحكمة العليا، إذ سبقه عبد الرحمن زعبي.
ولد سليم جبران في حي الألمانية أو مستوطنة الألمان في مدينة حيفا في أسرة عربية مسيحية. تخرج من كلية التيراسانطة التابعة للرهبنة الفرنسيسكانية في مدينة عكا. حصل على شهادة في القانون من الجامعة العبرية في القدس، ودخل شركة خاصة باعتباره محامي في عام 1970.